# ميشيل دوبوي
ميشيل دوبوي هو دبلوماسي وسياسي كندي، ولد في 11 يناير 1930 في باريس في فرنسا. حزبياً، نشط في الحزب الليبرالي الكندي. وقد انتخب عضو مجلس العموم الكندي.